# Giovanni Battista Pozzi (peintre, 1561-1589)
Pour les articles homonymes, voir Giovanni Battista Pozzi et Pozzi.
Giovanni Battista Pozzi, né vers 1560 à Milan ou en 1561 à Valsolda, et mort en 1589 à Rome, est un peintre italien.

## Biographie
Selon Baglione, il est né vers 1560 à Milan.
D'après le Bénézit, il est né en 1561 à Valsolda et les détails sur les antécédents ou sa formation ne sont pas connus, si ce n'est qu'il est arrivé à Rome à un très jeune âge et qu'il a été employé par le pape Sixte V dans le palais de Saint Jean Latran et au Vatican proprement dit. D'après le livre Biografia universale antica e moderna, il est élève de Raffaellino da Reggio, il s'épanouit brièvement sous la papauté de Sixte V et peint un Christ of the Angels pour l'église du Gesu, à Rome. Dans la Chapelle Sixtine de Santa Maria Maggiore, il peint La Visitation de la Vierge et L'Ange apparaissant à saint Joseph dans son songe. 
Il meurt en 1589 à Rome. Il avait vingt-huit ans,